# Robert Wells (boxare)
Robert Wells, född 15 maj 1961 i London, England, är en brittisk boxare som tog OS-brons i supertungviktsboxning 1984 i Los Angeles.